# L'Histoire des femmes au Québec depuis quatre siècles
L'Histoire des femmes au Québec depuis quatre siècles est le premier ouvrage de référence synthétisant les grandes lignes de l'histoire des femmes du Québec. L'ouvrage est d'abord publié en 1982 par le collectif Clio, composé de Micheline Dumont, Marie Lavigne, Michèle Stanton et Jennifer Stoddart, puis est revu et mis à jour en 1992. Un traduction anglaise de la première édition est publiée en 1987 sous le titre de Quebec women : a history.
Pour l'historienne Andrée Lévesque, cet ouvrage « changera la donne de l'enseignement et de la recherche en histoire du Québec ».
Il a été longtemps considéré comme « un incontournable sur l’histoire des femmes » au Québec.